# Peter Frederick Anson

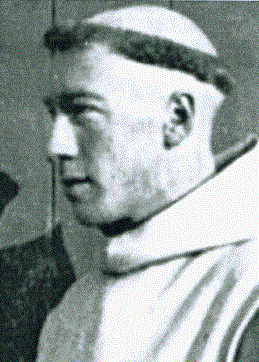
Peter Frederick Anson (um 1920)

Peter Frederick Anson (* 22. August 1889 in Southsea; † 10. Juli 1975 in Sancta Maria Abbey, Garvald (East Lothian)) war ein britischer Benediktiner, Autor und Zeichner.

## Leben
Anson war ein Sohn des britischen Konteradmirals Charles Anson (1859–1940). Seine Mutter Evelyn geb. Ross hatte schottische Wurzeln und ebenfalls Verbindungen zur Marine. Seefahrt und Fischerei blieben neben Religion und bildender Kunst Ansons Hauptinteressen. Von 1908 bis 1910 studierte er an der Architectural Association School in London.
Anson gehörte zu einer Gruppe junger Anglikaner, die ab 1910 auf Caldey Island ein anglikanisches Benediktinerkloster aufbauten. 1913 traten er und die meisten Konventsmitglieder zur römisch-katholischen Kirche über. 1921 war er Mitgründer der Apostleship of the Sea.
1924 gab er das Klosterleben auf, um unabhängig reisen und Material für seine Bücher und Bilder sammeln zu können. Er veröffentlichte rund 40 Bücher, teils zu Fischerei und Zeichenkunst, teils zu religiösen Themen, eines davon eine Biographie von Aelred Carlyle, der 1895 die erste reguläre anglikanische Benediktinergemeinschaft gegründet hatte und 1913 zu den Konvertiten von Caldey Island gehörte. 1936 wurde er in die Royal Society of Marine Artists aufgenommen. Von 1937 bis 1952 lebte er in Schottland, wo er sich an frühen Aktivitäten des schottischen Nationalismus beteiligte. Zu seinen dortigen Bekannten gehörten Neil M. Gunn und Compton Mackenzie.
1966 erhielt er für sein literarisches Werk das Ritterkreuz des päpstlichen Gregoriusordens.
Seinen letzten Lebensabschnitt verbrachte er wieder auf Caldey Island und zuletzt in Sancta Maria Abbey in East Lothian.

## Schriften (Auswahl)
- Mit Thomas F. Croft-Fraser und Hans Ansgar Reinhold: Churches, their plan and furnishing. Milwaukee: Bruce Publishing Company, 1948. OCLC 1317632.
- The call of the cloister; religious communities and kindred bodies in the Anglican Communion. London: S.P.C.K., [1955] 1956. OCLC 1485084.
- The hermit of Cat Island; the life of Fra Jerome Hawes. New York: P.J. Kenedy, 1957. OCLC 864687.
- Fashions in church furnishings, 1840–1940. London: Faith Press, 1960. OCLC 1148137.
- Bishops at large. London: Faber and Faber, 1964. OCLC 295629.
- The call of the desert: the solitary life in the Christian Church. London: S.P.C.K., 1964. OCLC 2220886.